# Lycaugesia
Lycaugesia is een geslacht van vlinders van de familie Uilen (Noctuidae), uit de onderfamilie Acontiinae.

## Soorten
- L. calochroia Dyar, 1914
- L. epistigma Dyar, 1914
- L. fimbrialis Dyar, 1914
- L. flavimargo Hampson, 1910
- L. fuscicosta Hampson, 1910
- L. fuscifascia Dognin, 1910
- L. gratificula Dyar, 1914
- L. hatita Schaus, 1911
- L. hemipennis Dyar, 1914
- L. homogramma Schaus, 1915
- L. hypozonata Hampson, 1910
- L. longipalpis Swinhoe, 1901
- L. melasoma Hampson, 1910
- L. microzale Dyar, 1914
- L. monostella Dyar, 1914
- L. perpurpura Dyar, 1914
- L. postnigrescens Dyar, 1914

- L. pseudura Dyar, 1914
- L. punctilinea Hampson, 1910
- L. rubribasis Hampson, 1918
- L. rubripicta Hampson, 1910
- L. rufipuncta Hampson, 1910
- L. semiblanda Dyar, 1914
- L. semiclara Dyar, 1914
- L. stigmaleuca Dyar, 1914
- L. teneralis Walker, 1865